# Electro-Harmonix
Electro-Harmonix é uma empresa americana de pedais de efeito entre outros equipamentos de áudio. Foi fundada por Mike Matthews em 1968.
Fabrica alguns pedais famosos como o Big Muff Pi, Electric Mistress, Cathedral e POG.
A marca EHX é conceituada para efeitos para guitarra, utilizada por John Frusciante, Mudhoney, Smashing Pumpkins, entre outros. Clássicos como David Gilmour, Carlos Santana, também pisaram nos Big Muffs.